# Chuyến bay 992 của Dana Air
Chuyến bay 992 của Dana Air là chuyến bay chở khách nội địa Nigeria theo lịch trình từ Abuja đến Lagos, Nigeria. Vào ngày 3 tháng 6 năm 2012, máy bay McDonnell Douglas MD-83 phục vụ tuyến đường đã bị hỏng động cơ kép trong quá trình tiếp cận Lagos. Nó không đến được điểm đến đã định và đâm vào các tòa nhà, giết chết tất cả 153 người trên khoang và 6 người trên mặt đất. [1][2] Với 159 người chết, đây vẫn là vụ tai nạn máy bay thương mại chết người nhất trong lịch sử Nigeria kể từ thảm họa Kano Air năm 1973.
Vụ tai nạn xảy ra là phi hành đoàn của chuyến bay từ Abuja Lagos tuyên bố tình trạng khẩn cấp ở vị trí 11 hải lý (20 km) từ điểm đến và tiếp cận RWY 18L để hạ cánh. Máy bay bị rơi sau khi va chạm với một dây điện. Dường như máy bay đã hạ cánh trên bụng của nó. 
Tổng thống Nigeria Goodluck Jonathan đã tuyên bố ba ngày quốc tang.